# Нехалкедонски църкви
Нехалкедонските църкви, или древноизточни църкви, са група християнски църкви (организации).
Възникват в Азия и Африка през V век. Водят началото си от несторианството и монофизитството, които се отделят от православието, съответно на Ефеския (431) и Халкедонския събор (451).
Към нехалкедонските църкви се отнасят:
| име                                   | брой вярващи | богослужебен език  | обред            | седалище                       | статут                                                       |
| ------------------------------------- | ------------ | ------------------ | ---------------- | ------------------------------ | ------------------------------------------------------------ |
| Арменска апостолическа църква         | 9 000 000    | арменски           | арменски         | Вагхаршапат, Ечмиадзин Армения | автокефална патриаршия (католикосат)                         |
| Етиопска православна църква           | 45 000 000   | коптски, амхара    | александрийски   | Адис Абеба, Етиопия            | автокефална патриаршия                                       |
| Коптска православна църква            | 15 000 000   | коптски, арабски   | александрийски   | Александрия, Египет            | автокефално папство                                          |
| Сиро-яковитска православна църква     | 5 000 000    | арамейски, арабски | западно-сирийски | Дамаск, Сирия                  | автокефална патриаршия                                       |
| Индийска православна църква           | 2 500 000    | малаялам           | западно-сирийски | Керала, Индия                  | автокефална патриаршия (католикат)                           |
| Еритрейска църква                     | 11 000 000   | коптски            | александрийски   | Еритрея                        | автокефална патриаршия                                       |
| Британска православна църква          | ?            | английски          | александрийски   | Лондон, Обединено кралство     | автономна митрополия към Коптската православна църква        |
| Сиро-маланкарска православна църква   | 2 500 000    | малаялам           | западно-сирийски | Керала, Индия                  | автономна митрополия към Сиро-яковитската православна църква |
| Киликийски католикосат                | 6 800 000    | арменски           | арменски         | Антилиас, Ливан                | автономна патриаршия към Арменската апостолическа църква     |
| Йерусалимска арменска църква          | 7700         | арменски           | арменски         | Йерусалим, Израел              | автономна патриаршия към Арменската апостолическа църква     |
| Константинополска арменска църква     | 60 000       | арменски           | арменски         | Истанбул, Турция               | автономна патриаршия към Арменската апостолическа църква     |
| Малабарска независима сирийска църква | 35 000       | малаялам           | източносирийски  | Керала, Индия                  | автокефална църква, непризната от другите миафизитски църкви |

| име                      | брой вярващи | богослужебен език | обред           | седалище     | статут |
| ------------------------ | ------------ | ----------------- | --------------- | ------------ | --- |
| Асирийска източна църква | 450 000      | асирийски         | източносирийски | Чикаго, САЩ  | автокефална патриаршия                                                                                                   |
| Древна източна църква    | 100 000      | асирийски         | източносирийски | Багдад, Ирак | автокефална патриаршия, отделила се от Асирийската източна църква през 1964 г. поради несъгласие за календарната реформа |
| Църква на Изтока         | 25 000       | асирийски         | източносирийски | САЩ          | автокефална патриаршия, непризната от другите несторианци                                                                |